# جبل مورون
جبل مورون (بالإنجليزية: Moron (mountain))‏ هو أحد جبال سلسلة جورا ويقع في كانتون برن في سويسرا. يحتل المرتبة رقم 424 في قائمة جبال سويسرا من حيث الارتفاع، إذ يبلغ ارتفاعه حوالي 1337 متر، بينما يبلغ ارتفاع نتوء الجبل 393 متر.